# 임파서블 푸즈
임파서블 푸즈(영어: Impossible Foods)는 미국의 모조 고기 회사이다.

## 개요
25년간 스탠퍼드 대학교에서 생화학과 교수로 재직한 패트릭 브라운이 2011년 대학 근처 레드우드시티에서 회사를 설립하였다. 2014년 10월 빌 게이츠, 리자청, 구글 벤처스, 코슬라 벤처스로부터 860억원을, 2015년 10월 김정주, UBS, 바이킹 글로벌 인베스터스등으로부터 1200억원의 투자를 받았다. 구글은 2015년 7월 임파서블 푸즈를 약 3,000억원의 가격으로 인수하려고 하였으나 매각가가 낮다며 거부 당하였다.

## 같이 보기
- 비거니즘